# Fietstasoplaadpunt

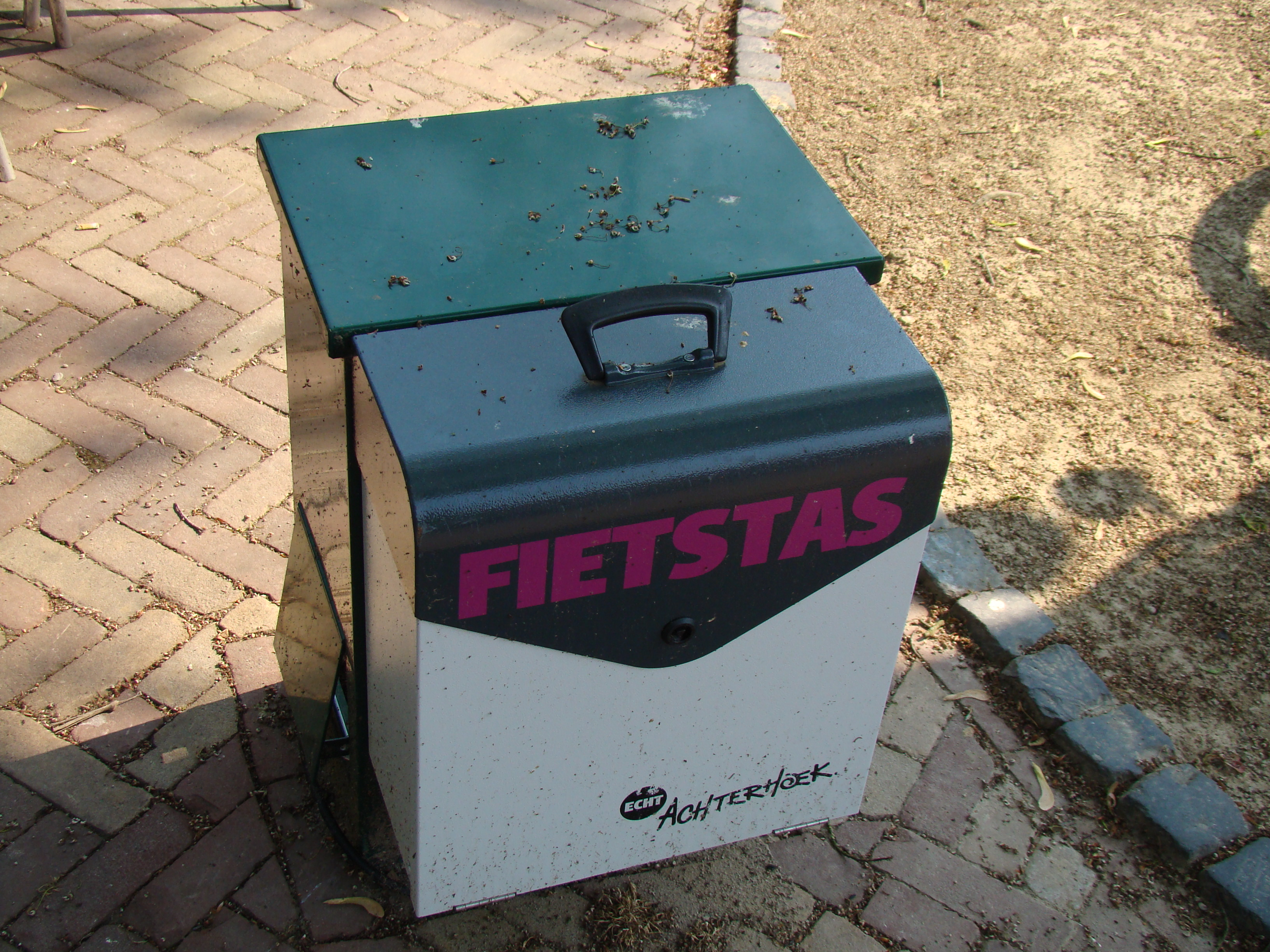
Fietstasoplaadpunt

Een fietstasoplaadpunt is een plek in de Nederlandse Achterhoek en Liemers waar elektrische fietsen of scooters kunnen worden opgeladen. Sinds april 2010 is er daar een regiodekkend netwerk van dergelijke oplaadpunten.

## Geschiedenis
Winterswijk kreeg in 2010 de primeur, waar bij wijze van proef tien oplaadpunten werden geplaatst. Dat bleek al snel een succes, waarna in de zomer van dat jaar ook in andere gemeenten tot plaatsing werd overgegaan. Inmiddels bevinden zich in tien gemeenten nabij een horecagelegenheid meer dan negentig metalen kasten in de vorm van een fietstas. Binnen zo'n kast bevinden zich vier oplaadpunten voor het opladen van de accu van een elektrische fiets of scooter. In de nabije horecagelegenheid kan men een echte fietstas lenen. In deze tas bevindt zich naast toeristische informatie ook gereedschap om kleine mankementen aan het voertuig te verhelpen.